# 旭町駅 (北海道)
旭町駅（あさひまちえき）は、北海道白糠郡（現・釧路市）音別町字尺別に存在した、雄別炭礦尺別鉄道線の駅である。同線の廃止とともに廃駅となった。

## 概要
この地域には尺別炭礦開坑当初から飯場が建ち並んでいたが、軽便運炭軌道時代には駅が無かった。専用鉄道になって当駅が設けられたが、前後を25パーミルで挟まれた16パーミルの勾配上に作られ、ここからは左右に蛇行する尺別川上流を多くの橋梁で渡って炭山へ向かった。このような急勾配区間であったため、厳冬期になると尺別炭山へ向かって当駅を出た機関車が蒸気圧が上がらず途中で停止してしまい、当駅まで引き返して蒸気を上げ直す事もあり、その様なときには急ぐ人々は当駅で降りて歩いて炭山へ向かった。地方鉄道へ移行後の1964年（昭和39年）からは、新尺別 - 尺別炭山間の通勤列車がバス4台による代行輸送で置き換えられ、日中の旅客扱列車の運行はなくなった。このため以後は当駅に止まるのは朝の1便のみとなっていた。

## 歴史
- 1942年（昭和17年）11月3日：尺別専用鉄道の駅として旭町停留所が開業（無人駅）。
- 1962年（昭和37年）1月1日：地方鉄道の尺別鉄道の駅となる。
- 1970年（昭和45年）4月16日：鉄道廃止により廃駅。

## 駅構造
東側（尺別炭山に向かって右側）に板張りの単式ホーム1面1線を有した。

## 隣の駅
雄別炭礦
尺別鉄道線
新尺別 - 旭町駅 - 尺別炭山